# Trondheim Spektrum
Il Trondheim Spektrum è un'arena polifunzionale coperta di Trondheim, in Norvegia.

## Storia
Originariamente il complesso fu costruito in tre fasi: le prime due sale furono costruite nel 1963 su progetto di Pran & Torgersen, mentre la terza e la quarta furono costruite nel 1971 e nel 1980 per concludere con le ultime tre sale nel 1988, progettate dallo studio Lien & Risan. Nel 2000 si aggiunse l'ultima sala.
Il complesso, denominato Nidarøhallen, disponeva quindi di 8 sale per una superficie complessiva di 15 000 m². Ulteriori 1 000 m² erano utilizzati per le sale riunioni, mentre il centro disponeva di altre sei sale per le conferenze stampa.
Nel 2014 si decise di espandere il complesso e i lavori, sotto la supervisione della Veidekke, iniziarono nel 2017 per concludersi nel 2019.
L'inaugurazione è avvenuta il 4 ottobre 2019 con un concerto di John Mayer, durante il suo I Guess I Just Feel Like World Tour.

## Eventi

### Sport

#### Pallamano
Lo Spektrum ha ospitato alcune partite del Campionato mondiale femminile di pallamano nel 1993 e nel 1999, e del Campionato europeo maschile di pallamano nel 2008 e nel 2020, inoltre ne ospiterà alcune del Campionato europeo femminile di pallamano 2020 e del Campionato mondiale maschile di pallamano 2025.

#### Altro
Ha anche ospitato il Campionato nordeuropeo di ginnastica artistica nel 2016.

### Altro
Il 15 febbraio 2020 ha ospitato la finale del Melodi Grand Prix 2020, che per la prima volta dal 1989 si è spostata dalla capitale Oslo, replicando con la finale dell'edizione del 2023.